# Bucyrus (Dakota del Nord)
Bucyrus és una població dels Estats Units a l'estat de Dakota del Nord. Segons el cens del 2000 tenia 26 habitants.

## Demografia
Segons el cens del 2000, Bucyrus tenia 26 habitants, 14 habitatges, i 7 famílies. La densitat de població era de 29,5 hab./km².
Dels 14 habitatges en un 7,1% hi vivien nens de menys de 18 anys, en un 42,9% hi vivien parelles casades, en un 7,1% dones solteres, i en un 42,9% no eren unitats familiars. En el 28,6% dels habitatges hi vivien persones soles el 7,1% de les quals corresponia a persones de 65 anys o més que vivien soles. El nombre mitjà de persones vivint en cada habitatge era d'1,86 i el nombre mitjà de persones que vivien en cada família era de 2,25.
Per edats la població es repartia de la següent manera: un 3,8% tenia menys de 18 anys, un 15,4% entre 18 i 24, un 19,2% entre 25 i 44, un 46,2% de 45 a 60 i un 15,4% 65 anys o més.
L'edat mediana era de 49 anys. Per cada 100 dones de 18 o més anys hi havia 108,3 homes.
La renda mediana per habitatge era de 32.250 $ i la renda mediana per família de 32.000 $. Els homes tenien una renda mediana de 27.500 $ mentre que les dones 21.250 $. La renda per capita de la població era de 16.539 $. Cap de les famílies estaven per davall del llindar de pobresa.

## Poblacions més properes
El següent diagrama mostra les poblacions més properes.